# Серски санджак
Серският санджак (на турски: Sancak-i/Liva-i Siroz; на гръцки: λιβάς/σαντζάκι Σερρών) е санджак в Солунския вилает на Османската империя, обхващащ околностите на град Сяр.

## История
Сяр попада под Османско владичество на 19 септември 1383 година и първоначално формира вакъф на Евренос бей, който преселва там юрушки заселници от Сарукан. Въпреки че не е от най-значимите области в Османската империя, в Сяр се открива монетолеярна през 1413/1414 година. През XVIII и началото на XIX в. Сяр е автономен бейлик под управлението на редица дерибеи в границите на Солунския санджак.
Сяр става същинска провинция през 1846 година, по време на Танзимата, като санджак в Солунския еялет (по-късно Солунски вилает), обхващащ градовете Драма, Мелник, Валовища, Неврокоп и Лиса. Скоро след това Драма е отделен в самостоятелен санджак. В последната година на съществуването си Серският санджак включва каазите Сяр, Зъхна, Мелник, Мехомия, Петрич, Валовища, Горна Джумая и Неврокоп.
Провинцията е разтурена след като е превзета от българските войски през Балканската война в 1912 година. В 1913 година след Междусъюзническата война град Сяр и южната част на санджака са присъединени към Гърция.